# Mahoba
Mahoba là một thành phố và là nơi đặt ban đô thị (municipal board) của quận Mahoba thuộc bang Uttar Pradesh, Ấn Độ.

## Địa lý
Mahoba có vị trí 25°17′B 79°52′Đ / 25,28°B 79,87°Đ Nó có độ cao trung bình là 214 mét (702 feet).

## Nhân khẩu
Theo điều tra dân số năm 2001 của Ấn Độ, Mahoba có dân số 78.806 người. Phái nam chiếm 53% tổng số dân và phái nữ chiếm 47%. Mahoba có tỷ lệ 60% biết đọc biết viết, cao hơn tỷ lệ trung bình toàn quốc là 59,5%: tỷ lệ cho phái nam là 67%, và tỷ lệ cho phái nữ là 51%. Tại Mahoba, 16% dân số nhỏ hơn 6 tuổi.